# Anisodes plenistigma
Anisodes plenistigma là một loài bướm đêm trong họ Geometridae.